# Neumichtis carnea
Neumichtis carnea är en fjärilsart som beskrevs av W. Warren 1913. Neumichtis carnea ingår i släktet Neumichtis och familjen nattflyn. Inga underarter finns listade i Catalogue of Life.